# 세자르 차베스

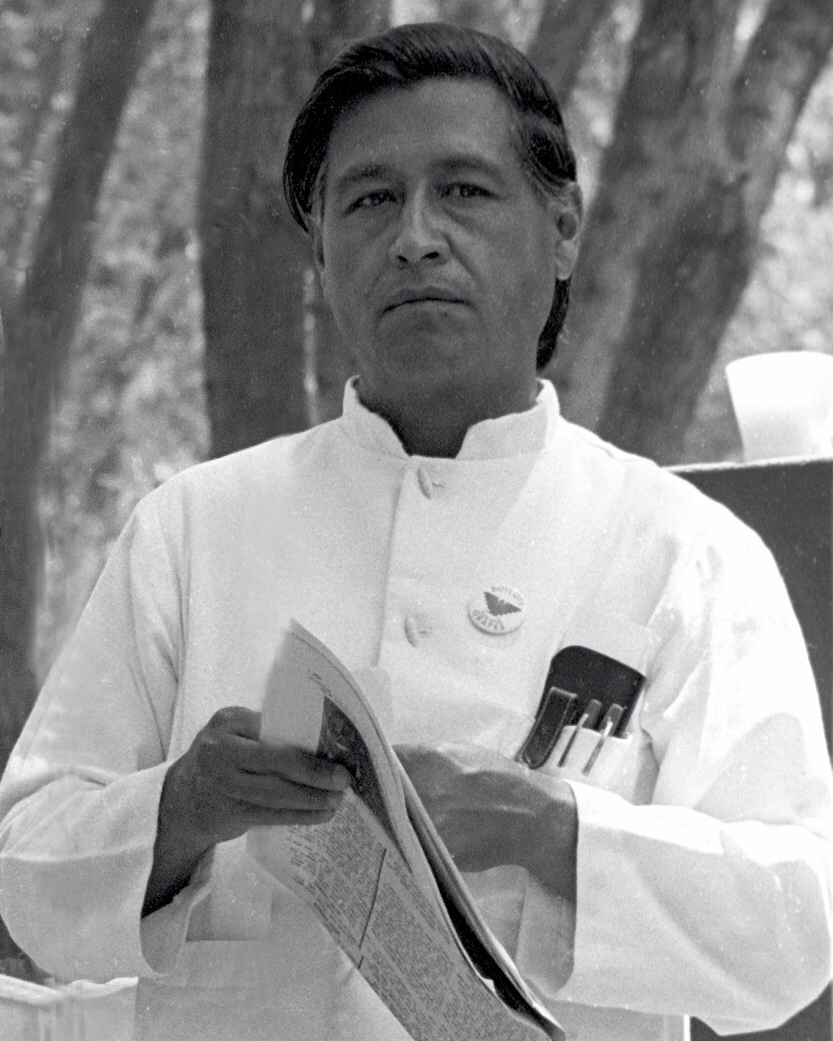
세자르 차베스

세자르 에스트라다 차베스(스페인어: César Estrada Chávez, 1927년 3월 31일 ~ 1993년 4월 23일)는 미국의 농장 노동운동가이다.

## 생애
세자르 차베스는 1927년 3월 31일에 미국 애리조나주 유마에 있는 멕시코계 농가에 태어났으며, 1938년에 캘리포니아주로 이주하였다. 그의 가족들은 생계를 위해 여러 농장을 전전하였다.
그는 초등학교를 여러 번 전학갔으며, 1942년에 8학년을 마지막으로 학업을 중단하였고, 약한 어머니를 대신하여 농장에서 일하기 시작했다. 제2차 세계대전이 진행되던 1944년에 그는 해군에 입대하여 군 복무를 마친 후, 고향으로 돌아와 1948년에 결혼했다.
그는 농장에서 일하는 사람을 위하여 1962년에 전국농장노동자협회(NFWA)를 결성하였다. 그가 조직한 전국농장노동자협회는 1966년에 미국농장노동자연합(UFW)으로 확대되었다. 그는 죽을 때까지 이 협회의 회장으로 있으면서 농장에서 일하는 노동자의 권리를 신장하기 위해 노력하였다.
1993년 4월 23일에 사망하였으며, 캘리포니아주에서는 그의 생일인 3월 31일을 세자르 차베스의 날로 기리고 있다.